# Trakelina
Trakelina es un género de foraminífero bentónico considerado como nomen nudum e invalidado, aunque también considerado un sinónimo posterior de Trachelinella de la familia Loxostomatidae, de la superfamilia Loxostomatoidea, del suborden Buliminina y del orden Buliminida. Su rango cronoestratigráfico abarcaba el Cretácico superior.

## Discusión
Clasificaciones previas incluían Trakelina en el suborden Rotaliina del orden Rotaliida.

## Clasificación
En Trakelina no se ha considerado ninguna especie.